# 閔自寅
閔自寅（16世紀—17世紀），字人生，號唾石，浙江湖州府烏程縣織里鎮晟舍人，軍籍，祖籍山東兗州府濟寧州，明朝、南明政治人物。

## 生平
閔自寅個性剛直，不恐懼官員，視爵秩澹泊，是萬曆四十年（1612年）壬子科浙江鄉試第二十七名舉人，崇禎九年（1636年）授海寧教諭，竭誠對待士子，婉拒貧士餽贈，然而必懲罰頑劣者，縣內重大利弊以實告知知縣，對方亦重視他，十三年（1640年）秩滿後陞臨晉知縣，海寧人為他立去思碑，當時國家災荒，朝廷多搜括，流寇亦肆虐，他卻能遏止縣內狡猾者，民困未能解決也不致叛亂。
後來閔自寅陞常州同知，再陞常州知府，力拒連夜餽金人民，北京失守後地方民變，他斬殺數十人後穩住常州，因父親去世回鄉，南京失陷後遁跡深山，杜門不出。
兒子閔賓孟，字纘祖，蔭襲錦衣衛指揮僉事，陞南鎮撫司堂上僉書，崇禎十七年（1644年）陞中軍都督府同知，國亡後死難，年三十八歲。

## 引用
1. 1 2  光緒《烏程縣志·卷十六》：閔賓孟，字纘祖，洪學孫，父自寅字人生，號唾石，萬厯壬子舉人，授海寧教諭，捐俸修學宮，以務實訓士，擢臨晉知縣，升常州府同知，旋知常州府，有暮夜餽金者力拒之，丁憂歸，國變後遁跡深山、杜門不出。賓孟以祖廕襲錦衣衛指揮僉事，升南鎮撫司堂上僉書，甲申遷中軍都督府同知，國亡殉難，年三十八。 劉志、晟舍志
2. ↑  康熙《海寧縣志·卷十·名宦志》：閔自寅，字人生，湖州烏程人也，崇禎九年由舉人任海寧教諭，家世鼎貴，退然守儒素，士無貴賤，皆竭誠待之，被其容接者如見慈父，如坐春風中，以故戶外屨常滿，然貧生執贄進必方辭曰：「我忝為人師，而顧損汝饔飧耶？」其所以培護善類者甚至，間有敗行必褫之，勿令辱儒衣冠也，往者黌役狎諸生，相爾汝背，輒呼其名字，聞之赫然怒，撻之曰：「若輩無禮，敢名吾諸生耶？」由是相戒斂戢，遇邑中大利弊，必以告令長，令長雅相重，輒首官人多陰食其福者，秩滿，邑大夫士及細民，皆悵然若失，為立去思碑，後官至常州府太守。
3. ↑  光緒《臨晉縣志·卷三》：閔自寅，吳興甲族也，以名家舉人，崇禎十三年知縣事，性伉直藐上官不戁不竦，視爵秩泊如也，時海內洊饉，朝廷多搜括，流寇訌南北，邑之黠者佻勇悖義不治將蘊，自寅心憫焉而式遏之猛，不殘義、不宥姦，民困雖不蘇卒無叛者，陟常州府同知去。
4. ↑  錢海岳《南明史·卷三十五·列傳第十一》：〈弘光時南直疆吏〉閔自寅，字人生，烏程人。尚書洪學子。萬曆四十年舉於鄉。海寧教諭、臨晉知縣、嘗州同知，遷知府，卻餽遺。北京亡，民變，斬數十人乃安。憂歸。子賓孟，字纘祖。任錦衣衛指揮僉事、南鎮撫堂上僉書、中軍都督府同知，死難。